# Jaropolk II av Kiev
Jaropolk II Vladimirovitj (ryska: Ярополк II Владимирович), född 1082, död 18 februari 1139, var furste av Perejaslav (1114-1132) och storfurste (ryska: великий князь velikij kniaz) av Kiev (1132-1138). 
Han efterträdde Mstislav I som härskare i Kievriket. Han var son till Vladimir II Monomach och Gytha av Wessex. Han deltog i fälttåg mot polovtserna (kumanerna), först 1103 och igen 1116. År 1116 gifte han sig med den ossetiska prinsessan Helena, med vilken hade fick en son, Vasilko Jaropolkovitj. Han dog 1139 och begravdes i Sankt Andrej kyrka. Han efterträddes av Vsevolod II.